# Stosunki polsko-czarnogórskie

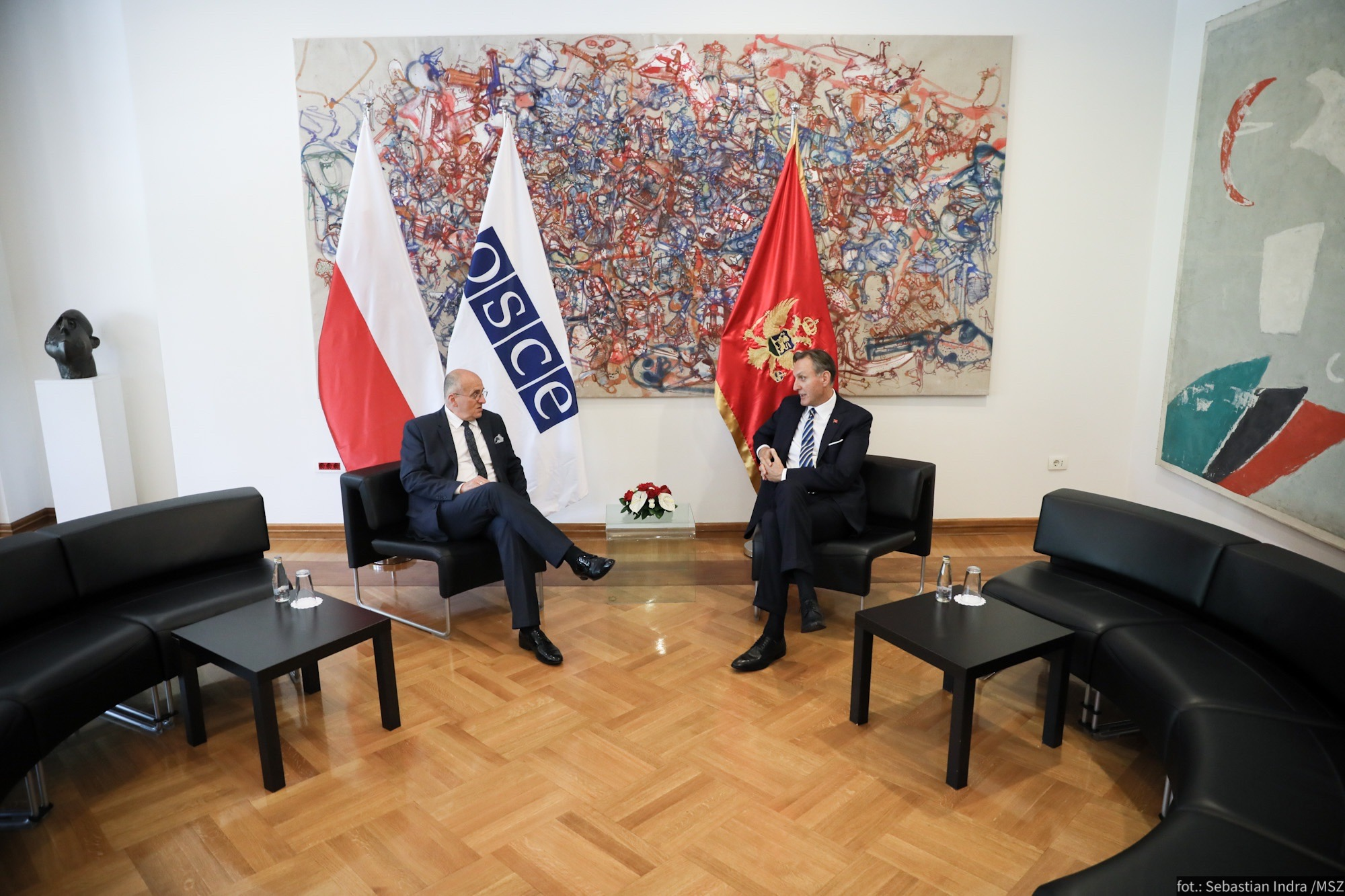
Ministrowie spraw zagranicznych Polski i Czarnogóry: Zbigniew Rau i Ranko Krivokapić (2022)

Stosunki polsko-czarnogórskie – wzajemne relacje między Polską a Czarnogórą.
Stosunki dyplomatyczne między Polską a Czarnogórą zostały nawiązane 14 sierpnia 2006, po tym jak Czarnogóra uzyskała niepodległość od Serbii w wyniku referendum niepodległościowego w 2006. W 2007 została otwarta Ambasada RP w Podgoricy. Czarnogóra utworzyła ambasadę w Warszawie w 2011.
Wzajemne obroty handlowe w 2020 miały wartość 47,7 mln euro. Eksport z Polski do Czarnogóry wyniósł 33,6 mln euro, a import 14,1 mln euro. Z Czarnogóry do Polski importowane były: rudy cynku i koncentraty (79,4%), rudy glinu i koncentraty (9,5%), elektryczny sprzęt oświetleniowy (5%). Z Polski do Czarnogóry eksportowane są: jachty (19,5%), podpaski higieniczne (4,6%), przetwory spożywcze (3,7%), samochody ciężarowe (3,6%), meble (3,4%). Czołowe polskie inwestycje to kopalnia rud cynku i ołowiu w Pljevlji oraz kopalnia boksytów w Nikšiciu.
Polska znajduje się na szóstym miejscu wśród krajów, których obywatele najchętniej odwiedzają Czarnogórę.
Od 2000 Polacy realizują w Czarnogórze projekt archeologiczny w rejonach współczesnego miasta Risan, w ramach którego badane są zabytki greckie, iliryjskie i rzymskie. Prace wykopaliskowe prowadzi Ośrodek Badań nad Antykiem Europy Południowo-Wschodniej Uniwersytetu Warszawskiego.
W Czarnogórze zamieszkuje grupa ok. 100 Polaków i osób polskiego pochodzenia.